# Visciano
Visciano est une commune italienne de la ville métropolitaine de Naples, dans la région Campanie.

## Administration
| Période                                  | Période | Identité | Étiquette | Qualité |
| ---------------------------------------- | ------- | -------- | --------- | ------- |
|                                          |         |          |           |         |
| Les données manquantes sont à compléter. |         |          |           |         |

### Communes limitrophes
Avella, Baiano, Casamarciano, Liveri, Marzano di Nola, Monteforte Irpino, Mugnano del Cardinale, Nola, Pago del Vallo di Lauro, Sperone, Taurano